# 南京路街道 (信阳市)
南京路街道，是中华人民共和国河南省信阳市平桥区下辖的一个乡镇级行政单位。

## 行政区划
南京路街道下辖以下地区：
新村社区、段家湾社区、同乐社区、康乐社区、南京路社区、和乐社区、民乐社区和家乐社区。